# Денисов-Уральский, Алексей Кузьмич
Алексе́й Кузьми́ч Дени́сов-Уральский (6 [18] февраля 1863 или 6 [18] февраля 1864, Екатеринбург, Пермская губерния — 1926 или 1930, Уусикиркко, Страндаский уезд) — русский живописец и камнерез.

## Семья
Алексей Денисов родился в Екатеринбурге, в семье Матрёны Карповны и Козьмы Осиповича, потомственного резчика по камню. Насколько удалось установить, род камнерезов и знатоков уральских недр Денисовых известен с деда художника — горнозаводского крестьянина-старообрядца Осипа Денисова. Его сын Козьма более двадцати лет проработал в шахтах Березовского завода, потом переехал с семьей в Екатеринбург, где родился сын Алексей. Козьма Денисов занимался «рельефным» делом — изготовлением «наборных» картин, «насыпных» икон, горок-коллекций — с 1856 года. Очевидно, его произведения пользовались определённым признанием. Так, в 1872 году он экспонировал на Политехнической выставке в Санкт-Петербурге «Горку минералов уральского хребта, представляющую медные руды с их спутниками, в жилах, так же месторождения золотых, свинцовых, серебряных, медных и других руд» высотой около 70 см. На следующий год «картины из уральских минеральных пород» он демонстрировал уже на Венской всемирной выставке.
Жена — Александра Николаевна Березовская (21 апреля 1873 — ?), уроженка Великого княжества Финляндского, Выборгской губернии, прихода Куолемаярви, домашняя учительница, православного вероисповедания". Бракосочетание состоялось 15 мая 1896 года в церкви Гребневской иконы Божией Матери на Лубянке (в Москве). Поручителями со стороны жениха выступили чиновник особых поручений при государственном контроле, титулярный советник Михаил Павлович Алмазов и потомственный почетный гражданин Филарет Александрович Милославин. За невесту «поручались» почетный гражданин Антон Николаевич Березовский и "финляндский гражданин Николай Николаевич Березовский ". Оба брата Александры Николаевны проживали в столице (Санкт-Петербурге), были горными инженерами, то есть соратниками Денисова-Уральского по интересам, что и стало, вероятно, причиной знакомства. Волею судьбы Николай Николаевич остался после 1918 года по одну сторону границы, был репрессирован и расстрелян в 1937 году, а Антон Николаевич — по другую сторону, в Финляндии, из которой в 1929 году попытался уехать в Европу, как сложилась его судьба неизвестно.
Сын — Николай Алексеевич Денисов (иногда Денисов-Уральский). Родился в 1896 году. В юности проявлял способности в зимних видах спорта, в частности, успешно участвовал в европейских соревнованиях. После окончания Морского училища дальнего плавания и судовых механиков торгового флота императора Петра ходил на торговых кораблях. По неподтвержденной документально информации утонул в возрасте 21 года.

## Биография
С юных лет Алексей осваивал тонкости камнерезного дела — от простейших операций до создания самостоятельных работ. Дебютом молодого мастера стала Всероссийская художественно-промышленная выставка 1882 года в Москве. Алексей Кузьмич представил на выставку минералы с Уральского хребта, картину и сталактитовый грот из уральских минералов, которые были отмечены почетным дипломом.
В конце 1880-х годов мастер-камнерез и художник-самоучка отправляется покорять Северную столицу, имея за плечами опыт участия в крупных национальных и международных выставках в Москве (1882), Екатеринбурге (1887), Копенгагене (1888), Париже (1889). Преодолевая трудности и лишения, он осваивает искусство живописи и акварели в Рисовальной школе при Императорском обществе поощрения художеств, создает рисунки для периодических изданий, подрабатывает художником-оформителем в училище технического рисования барона Штиглица.
Ненадолго вернувшись в Екатеринбург в середине 1890-х, Алексей готовится к новому покорению столиц. После успеха на Всемирной выставке 1900 года в Париже, в декабре того же года он открывает в Екатеринбурге первую персональную выставку «Урал в живописи». Весной выставка переезжает в губернский город Пермь. Искреннее, очень личное отношение художника к изображаемым пейзажам подкупает зрителей. Восхищенные эпическим размахом выставки критики готовы прощать автору технические промахи. Успех прошедших на родине выставок воодушевляет мастера — он вновь штурмует Петербург.
Рубеж веков отмечен для Денисова рядом знаменательных событий, изменивших не только его творческую и общественную, но и частную жизнь. В середине 1890-х годов он женится на Александре Николаевне Березовской, вскоре рождается единственный сын и наследник Николай. В это время крепнет дружба художника с Дмитрием Наркисовичем Маминым-Сибиряком, оказавшим большое влияние на его становление. По примеру писателя, в 1900 году Денисов добавляет к своей фамилии столь важный для него топоним — «Уральский».
Весной 1902 года в помещении петербургского театра «Пассаж» художник открывает новую — «передвижную» — выставку «Картины Урала и его богатства». Об успехе этого предприятия свидетельствует второе издание «Руководства к обзору» с существенно расширенными описаниями и комментариями. Следующий год был ознаменован ещё одной выставкой, прошедшей в том же помещении. Сам художник назвал её «ювелирной», а в интервью, данном в связи с открытием экспозиции, он уже анонсирует следующую выставку — в Москве.
В начале 1903 года открывается «Горнопромышленное агентство по распространению полезных ископаемых России А. К. Денисов (Уральский) и К°». Петербургский адрес предприятия — Литейный проспект, 64, одновременно на бумагах указывается и екатеринбургский адрес — Покровский проспект, 71-73/116 (дом на углу Покровского проспекта и Кузнечной улицы, купленный когда-то отцом художника). В рекламных объявлениях указывалось, что Агентство включает в себя склад систематизированных минералогических коллекций, русских драгоценных камней и заводских изделий из камня, а также созданных в собственной мастерской, первую передвижную Выставку картин и богатств Урала. Секрет успеха заключался в талантливом сочетании коммерческого чутья мастера с искренним и пронзительным чувством привязанности к Уралу. Поэтому и представленный ассортимент радует разнообразием: отдельные образцы и целые обширные коллекции минералов, камнерезные изделия и ювелирные украшения, живопись и графика.
Успешно проходит выставка «Урал и его богатства», открытая в начале 1904 года в Москве. Участие в этом же году во Всемирной выставке в американском Сент-Луисе принесло художнику не только награду — Большую серебряную медаль, но и тяжелое разочарование: живописная часть отправленной коллекции не вернулась.
Возрастающая популярность и все увеличивающиеся торговые обороты заставляют искать престижный адрес для открытия магазина. Случай представился и Денисов приобретает в доходном доме Э. К. Нобель магазин ювелира Э. К. Шуберта. Витрины магазина выходили на оживленный участок набережной реки Мойки (дом 42), а само здание протянулось на всю глубину квартала, выходя вторым фасадом на престижную Конюшенную улицу. С этого времени в справочнике «Весь Петербург» неизменно появляется информация о фирме «Горнопромышленное агентство», владельцы — Алексей Козьмич Денисов-Уральский и Александра Николаевна Денисова (уральские драгоценные камни).
Следующие годы посвящены напряженной работе — развиваются магазин и мастерские, выполняются заказы ведущих ювелирных фирм Европы, живописные полотна и графические листы экспонируются на ежегодных выставках, идет работа по подготовке новой большой экспозиции.
Открытая в январе 1911 года в Петербурге на Большой Конюшенной, 29, выставка «Урал и его богатства» стала подлинным триумфом — за время работы её посетило множество жителей и гостей столицы, неоднократно появлялись в выставочных залах представители правящей династии и высокопоставленные зарубежные гости. Благодаря этой выставке завязываются прочные деловые отношения с парижской фирмой Картье. Успех выставки и развитие предприятия позволили подумать о расширении торговых площадей. В конце 1911 года Алексей Козьмич покупает помещение на престижной Морской улице, в доме 27. Соседями уральца с этого времени становятся ведущие ювелирные фирмы России — Фаберже, Овчинниковы, Тилландер.
В 1912 году А. К. Денисов-Уральский становится одним из соучредителей «Общества для содействия развитию и улучшению кустарного и шлифовального промысла „Русские самоцветы“», на основе которого появилось знаменитое петербургское предприятие, специализирующееся на обработке поделочных камней.
Начало Первой мировой войны, потери русской армии и страдания народа заставляют художника по-новому взглянуть на своё творчество. Он принимает участие в благотворительной выставке живописцев. События заставляют его обратиться к любимому камню и заняться созданием особой серии аллегорических изображений воюющих держав. Эти произведения стали основой последней прижизненной выставки мастера. Все средства от продажи входных билетов Алексей Козьмич передал в пользу русских солдат и общества попечения о детях.
Октябрьская революция застала художника на даче на даче в Каннельярви, долго считавшемся частью волости Уусикиркко. Усадьба Денисова-Уральского называлась — Хётёмяки — это был самый большой и самый высокий холм во всей округе (118 метров), находился он на лесистой западной окраине довольно ровной деревни, которая называлась Каннельярви (Кантярви), в двух верстах от железнодорожной станции. Там он оправлялся от подточивших здоровье тяжелых потерь — смерти столь близкой ему матери и трагической гибели единственного сына. В начале 1918 года Денисов-Уральский, как и многие жители дач на Карельском перешейке, оказался в невольной эмиграции на территории независимой Финляндии. Его последние годы были омрачены безуспешными попытками создания в Екатеринбурге своего музея и тяжелой душевной болезнью, которая привела Алексея Козьмича в лечебницу в Выборге. Мастер скончался в 1930 году и был похоронен предположительно в православной части выборгского кладбища Ристимяки, окончательно уничтоженного после Второй мировой войны. О смерти Алексея Козьмича сообщает газета «Руль», выходящая в Берлине, в заметке «Скончавшиеся», очень кратко: "В Финляндии скончался известный художник и знаток минералов А. К. Денисов-Уральский. Покойный до революции организовывал по России интересные выставки «Урал в живописи и его ископаемые богатства». Затем газета «Заря» в Харбине (Китай) помещает довольно развернутый некролог «Умер А. К. Денисов-Уральский», в котором Алексей Козьмич характеризуется как «редко одаренный человек, беззаветно любивший свой родной Урал», рассказывается о его огромной минералогической коллекции, картинах, об «аллегорической группе 12 государств, участвовавших в войне». Автор некролога с горечью отмечает, что все эти культурные сокровища «сделались при большевиках достоянием неизвестно кого». Заканчивается статья предложением: «Последние 8 лет покойный уже работать не мог. Скончался А. К. на 67-м году жизни».

## Память
Именем художника назван бульвар в Юго-Западном районе Екатеринбурга.
Мемориальным фондом Фаберже была учреждена награда Орден Алексея Козьмича Денисова-Уральского.
В наши дни крупнейшая выставка А. К. Денисова-Уральского, приуроченная к 150-летию со дня рождения художника, состоялась в 2014 году в Екатеринбургском музее изобразительных искусств.
Алексей Кузьмич упоминается в романе Ефремова И. А. «Лезвие бритвы» 1963 года.
Ежегодно Музей истории камнерезного и ювелирного искусства в г. Екатеринбурге проводит Всероссийский конкурс и конкурсную выставку камнерезного, ювелирного и гранильного искусства имени А. К. Денисова-Уральского «Металл, камень, идея». В нём принимают участие камнерезы, ювелиры и гранильщики со всей страны по номинациям: «Камнерезное искусство (твердый камень)», «Камнерезное искусство (мягкий камень)», «Ювелирное искусство», «Украшение интерьера», «Студенческая работа», «Ученическая работа». В 2022 году конкурс прошел уже в 23-й раз. Проект реализуется при финансовой поддержке Министерства культуры Свердловской области.

## Произведения

Галерея
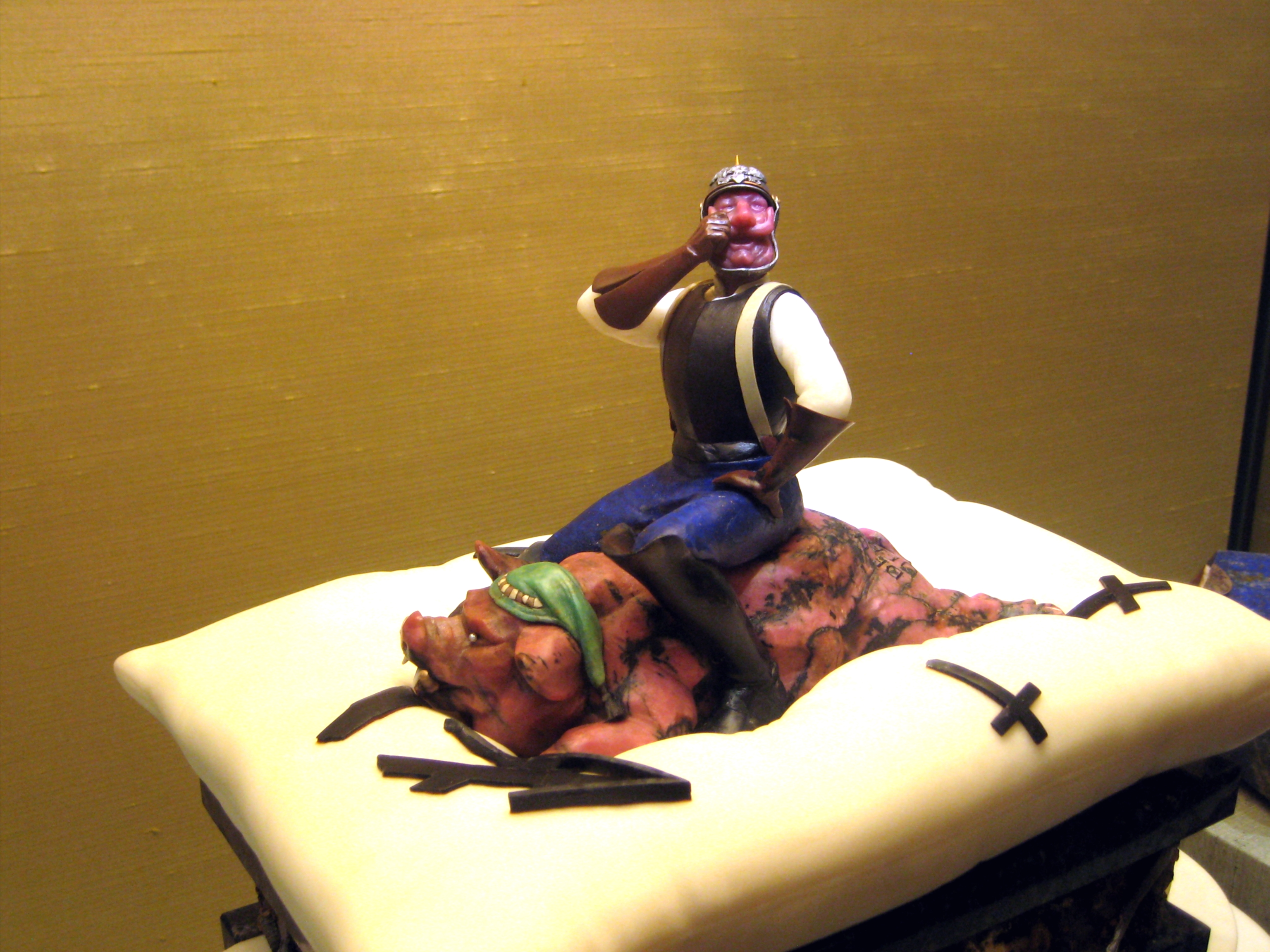
Аллегория Германии. Петроград, 1914—1916. Фирма А. Денисова-Уральского
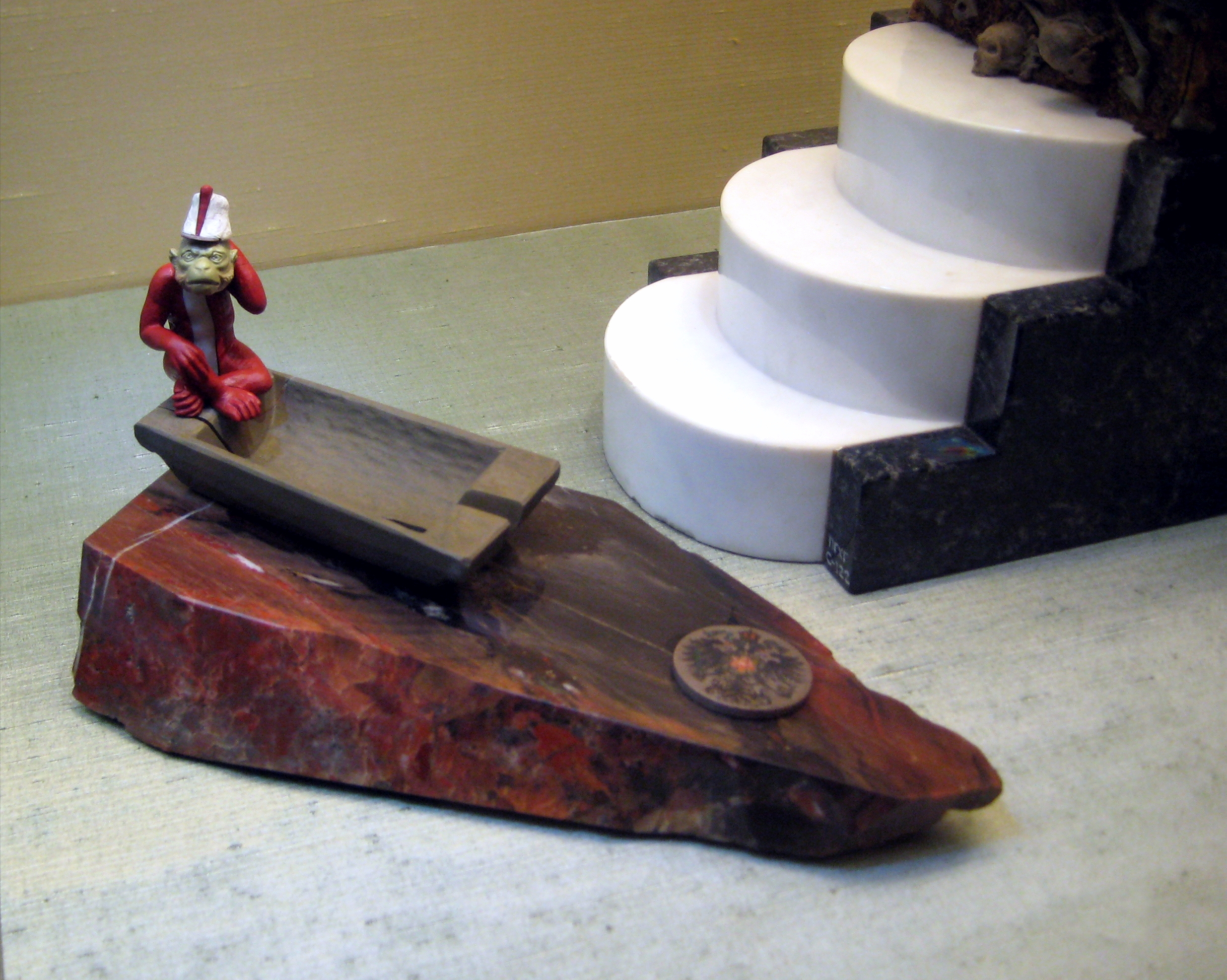
Аллегория Австро-Венгрии. Петроград, 1914—1916. Фирма А. Денисова-Уральского
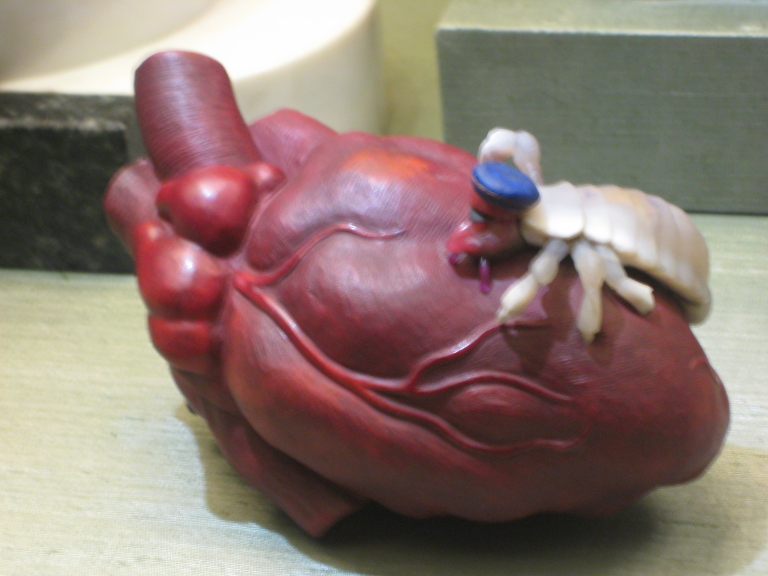
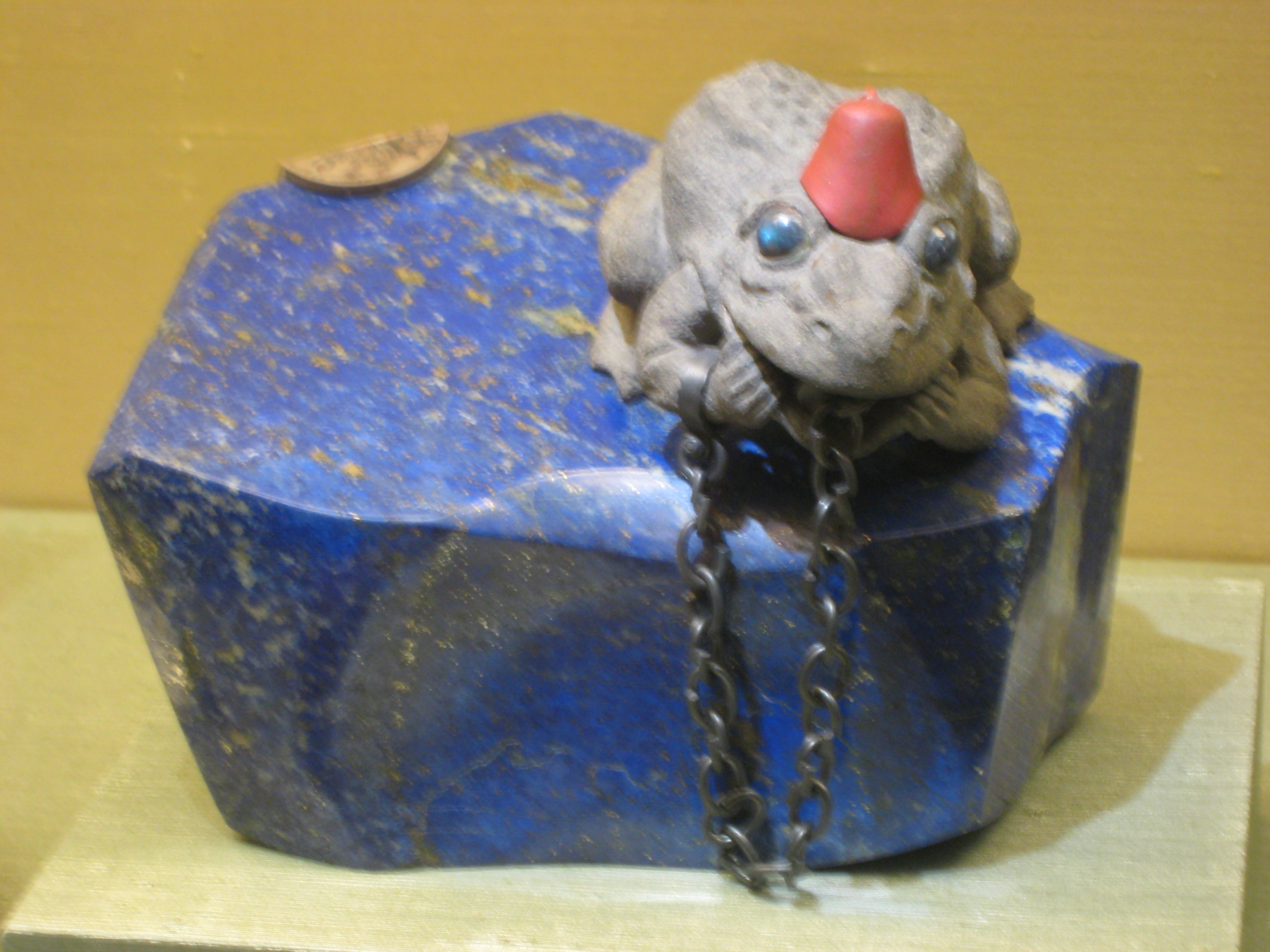
Аллегория Турции. Петроград, 1914—1916. Фирма А. Денисова-Уральского
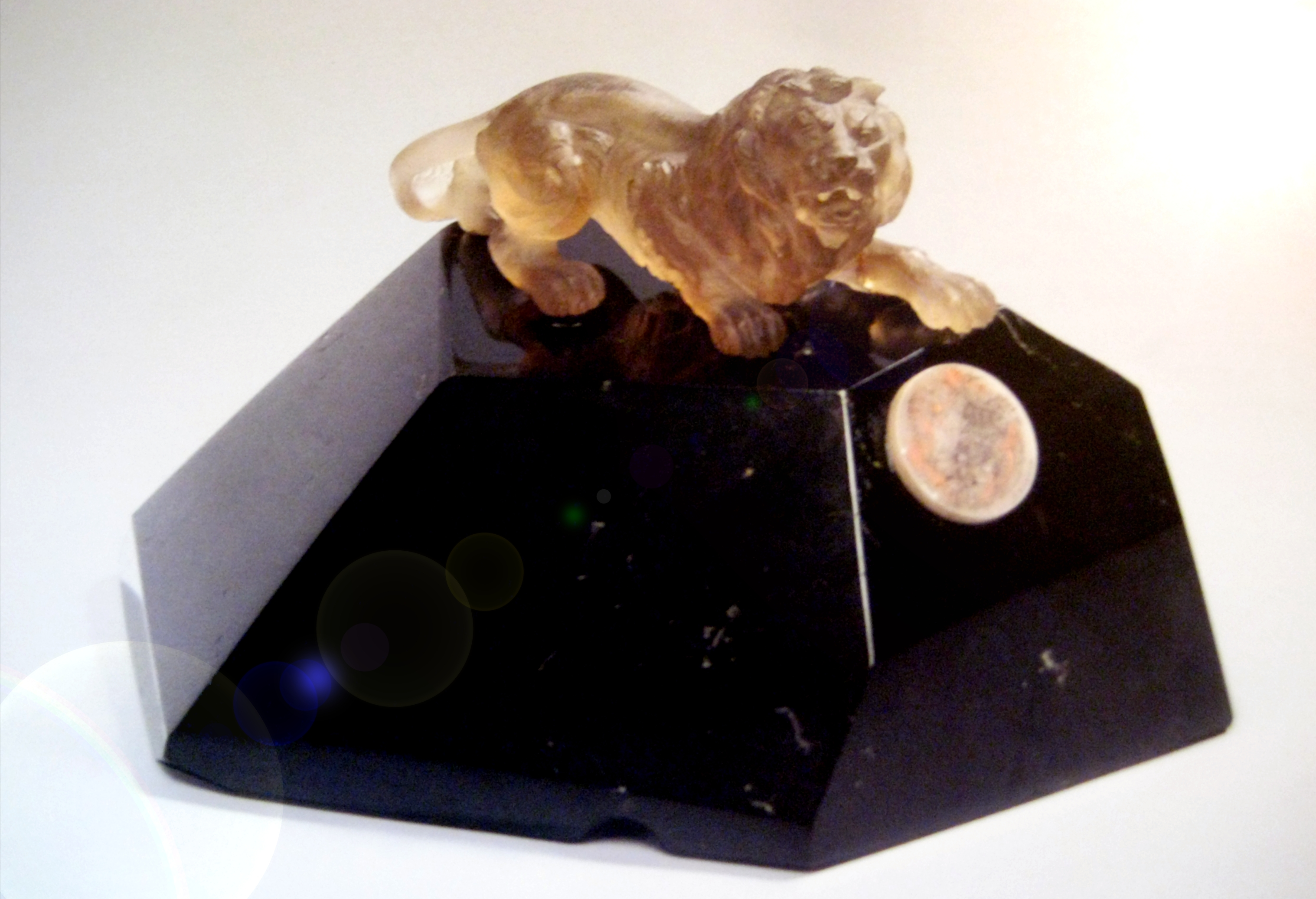
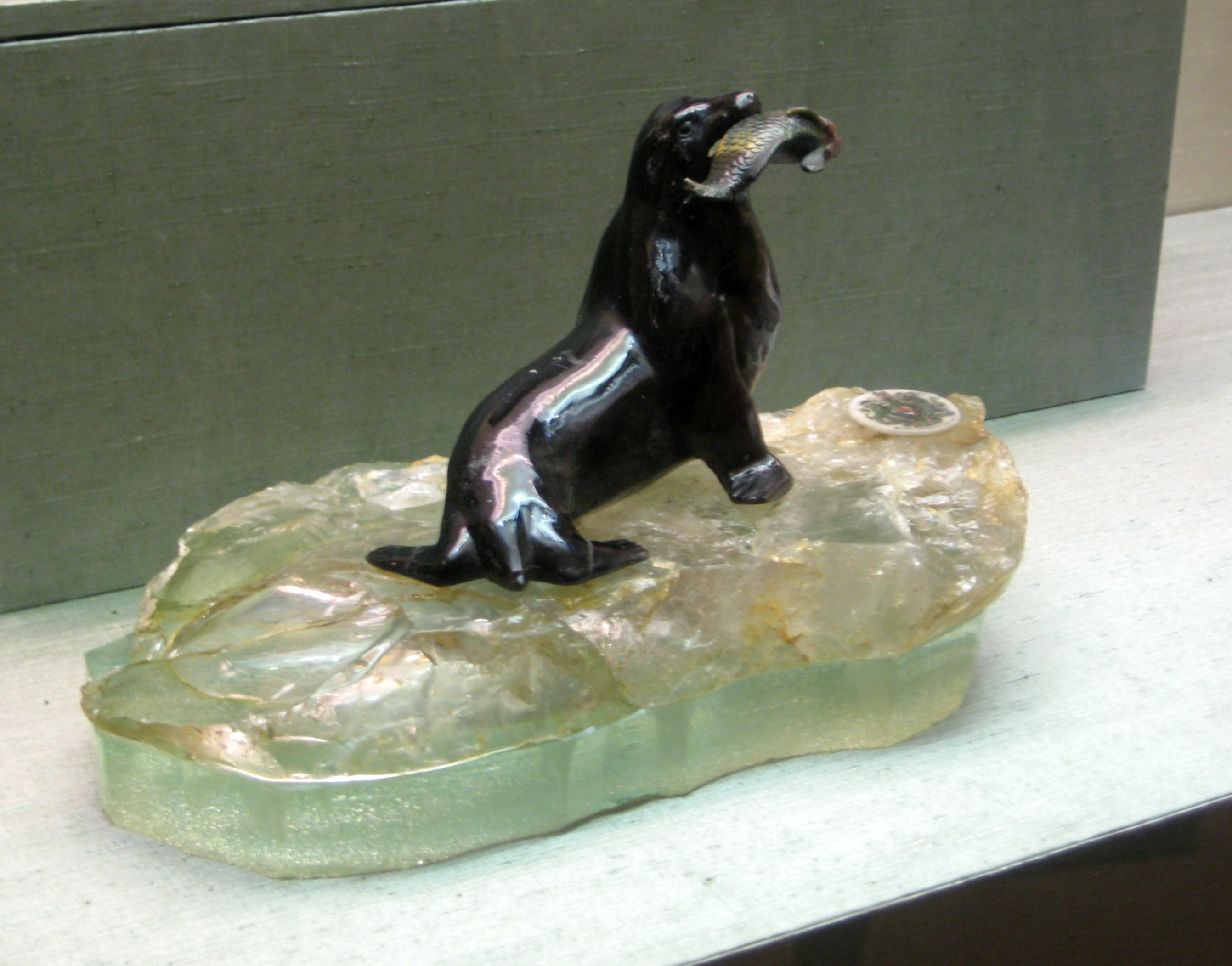
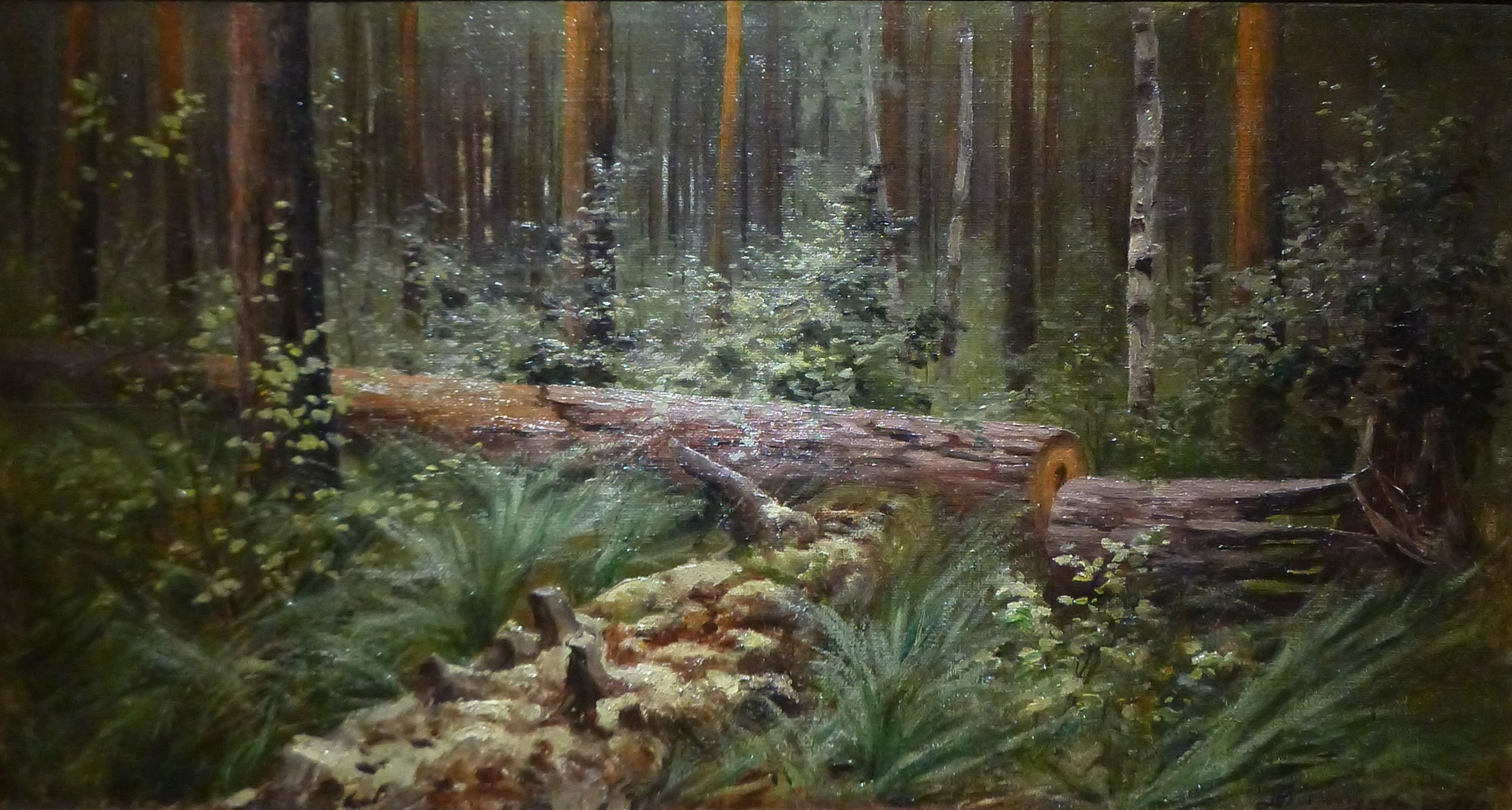
Лесная чаща, 1899 год